# Liste des cours d'eau de la Lettonie
Cet article liste des rivières en Lettonie.
- Haut – A
- B
- C
- D
- E
- F
- G
- H
- I
- J
- K
- L
- M
- N
- O
- P
- Q
- R
- S
- T
- U
- V
- W
- X
- Y
- Z

## Rivières les plus longues
Rivières de plus de 100 km:
| Nom       | Longueur en Lettonie (km) | Longueur totale (km) | Bassin (km2) | Embouchure    |
| --------- | ------------------------- | -------------------- | ------------ | ------------- |
| Gauja     | 452                       | 452                  | 8 900        | Golfe de Riga |
| Daugava   | 357                       | 1 020                | 87 900       | Golfe de Riga |
| Ogre      | 188                       | 188                  | 1 730        | Daugava       |
| Venta     | 176                       | 346                  | 11 800       | Mer Baltique  |
| Iecava    | 136                       | 136                  | 1 166        | Lielupe       |
| Pededze   | 131                       | 159                  | 1 690        | Aiviekste     |
| Abava     | 129                       | 129                  | 2 042        | Venta         |
| Lielupe   | 119                       | 119                  | 17 600       | Golfe de Riga |
| Rēzekne   | 116                       | 116                  | 2 066        | Aiviekste     |
| Mēmele    | 115                       | 191                  | 4 050        | Lielupe       |
| Aiviekste | 114                       | 114                  | 9 300        | Daugava       |
| Bērze     | 109                       | 109                  | 915          | Svēte         |
| Dubna     | 105                       | 105                  | 2 780        | Daugava       |

## Liste de rivières

### A
Abava
- Acupīte (lv)
- Aiviekste
- Amata
- Ataša (lv)
- Auce

### B
Bartuva
- Bērze
- Bērstele
- Bērze 
- Brasla
- Buļļupe

### C
Cena (lv)
- Čeriaukštė (lv)

### D
Dārzupīte (lv)
- Daugava
- Dienvidsusēja
- Donaviņa (lv)
- Dubna
- Dvina

### E
Eleja (lv)
- Elsīte (lv)

### F
Feimanka (lv)

### G
Gauja

### H
Hapaka grāvis

### I
Iecava
- Īslīce
- Irbe

### J
Jugla
- Jumara (lv)

### K
Krievupe (lv)
- Kukhva
- Kurjanka (lv)

### L
Langa
- Lielā Jugla
- Lielupe
- Liepupe (lv)
- Lašupe (lv)
- Lošupe (lv)
- Ludza

### M
Malta
- Mārupīte
- Mazā Daugava (Jēkabpils) (lv)
- Mazā Daugava (Rīga) (lv)
- Mazā Jugla
- Mēmele
- Mergupe (lv)
- Mīlgrāvis
- Misa
-  Musa

### N
Neretiņa (lv)

### O
Odze
- Ogre 
- Õhne

### P
Pededze
- Pedele
- Pernovka (lv)
- Pērse
- Pietēnupe (lv)
- Piķurga
- Pilsētas kanāls
- Platone (lv)
- Plisunka (lv)

### R
Rauna
- Reiju
- Rēzekne
- Riežupe (lv)
- Ritupe
- Rūbeža upe (lv)
- Rogāļu strauts (lv)
- Rūja

### S
Saka (lv)
- Salaca
- Slocene
- Stende
- Strazdupīte (lv)
- Suda
- Šventoji
- Svēte

### T
Tartaks
- Tebra
- Tumšupe (lv)

### V
Vašleja
- Varkaļu kanāls (lv)
- Vaidava
- Venta
- Vēršupīte (lv)

### Z
Zilupe